# 池田政徳
池田 政徳（いけだ まさよし）は、江戸時代後期の備前岡山藩の家老。天城池田家第9代当主。

## 生涯
寛政11年（1799年）6月16日、備中国生坂藩の第5代藩主池田政恭の三男として生まれる。父の政恭は、岡山藩第5代藩主池田治政の庶長子で、第6代藩主斉政の実兄であるが、支藩生坂藩藩主政房が夭折し、無継嗣による改易を防ぐためその身代わりとなって生坂池田家を相続した。つまり政徳は、藩主斉政の甥にあたる。
文化8年（1811年）、天城池田家第8代当主政孝の婿養子となる。文化14年（1817年）、養父政孝の死去により天城領3万石を相続、名を出雲と改める。文政3年（1820年）10月、御仕置助となる。 文政4年（1821年）5月、仕置家老となる。文政7年（1824年）11月、幕府より備前児島洲の開墾を賞され、その責任者として時服を賜る。天保10年（1839年）、昌平黌出身の儒学者鴨井熊山を招いて領内の学問所の教授とする。天保13年（1842年）1月30日、岡山で藩主斉敏が継嗣無きまま急死したため、2月、江戸に出府して江戸藩邸の対応にあたる。斉敏の死去を伏せたまま、中津藩から慶政が養子として迎えられ新藩主となった。
弘化2年（1845年）没。家督は長男の政昭が相続した。墓所は天城池田家墓所（岡山県倉敷市）。

## 参考文献

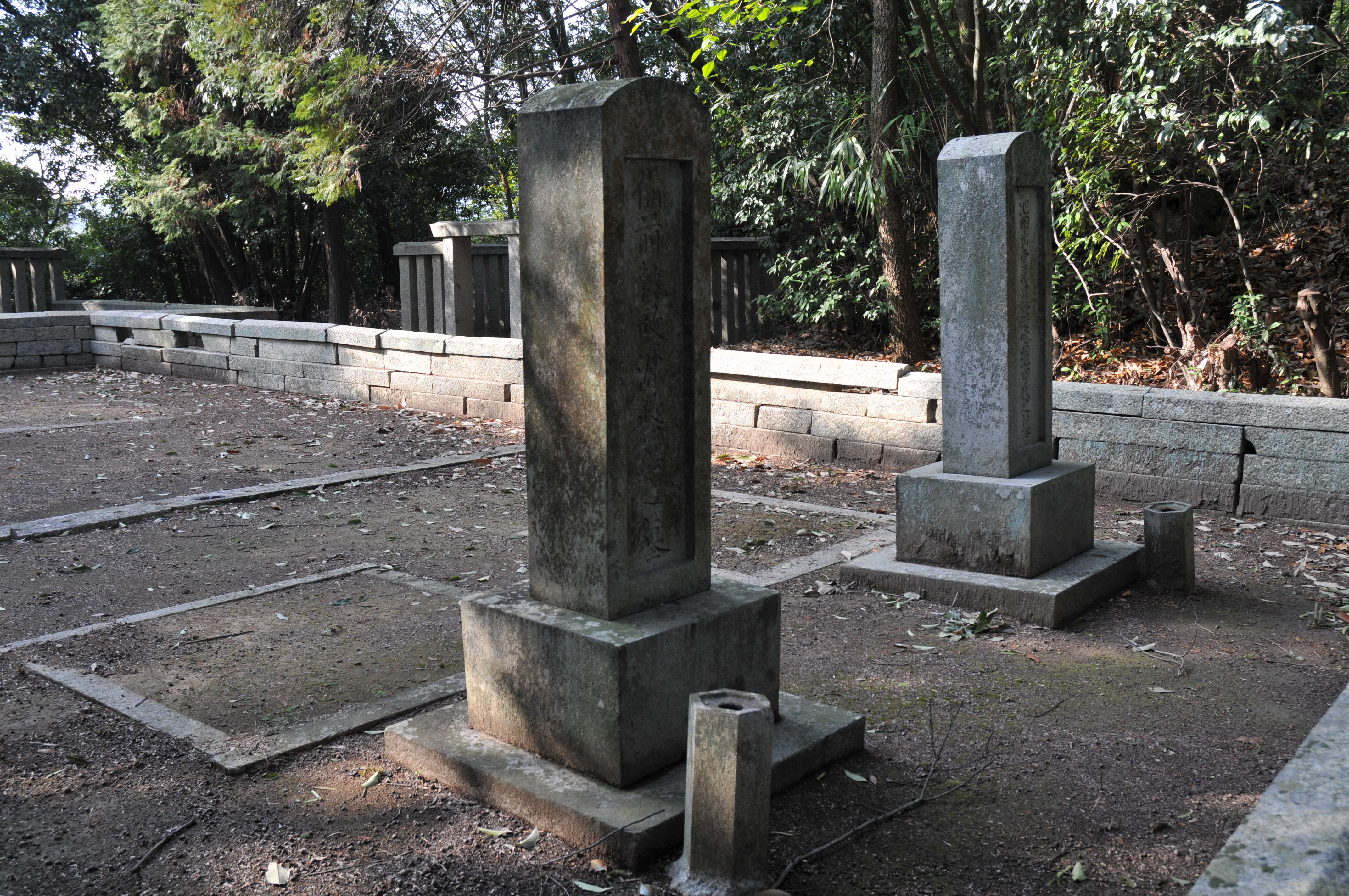
池田政徳夫妻の墓